# النمذجة الجيولوجية

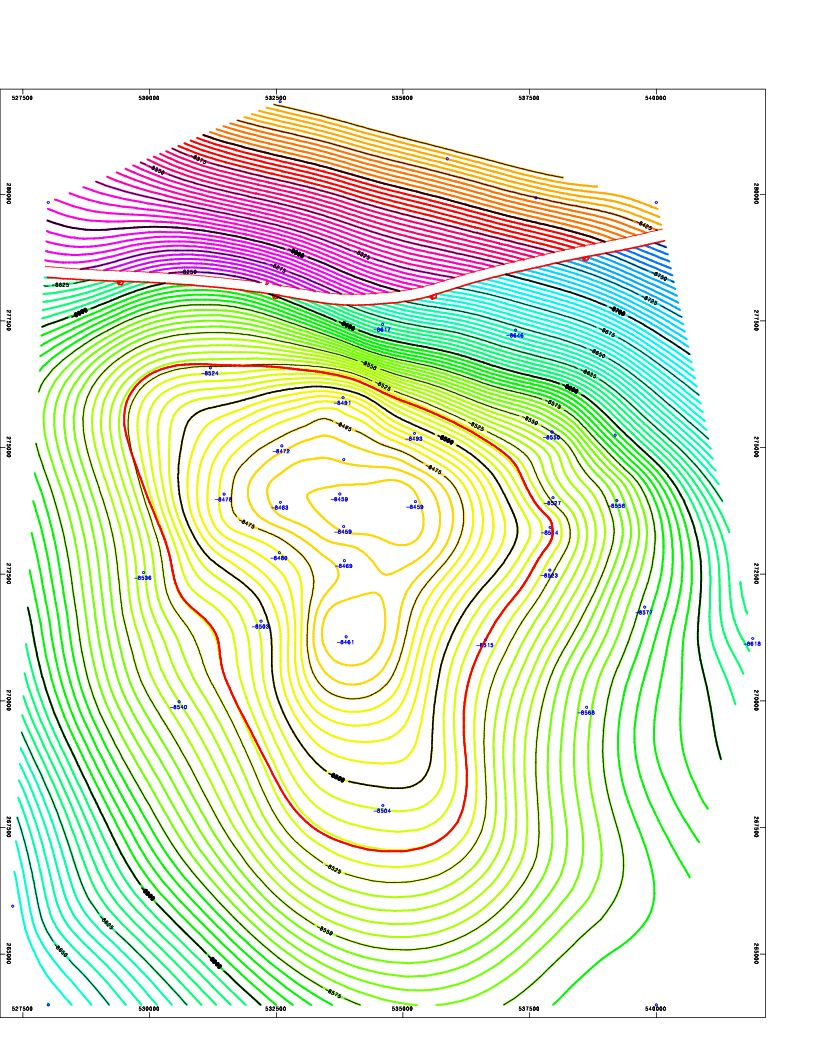
برنامج رسم الخرائط الجيولوجية يعرض لقطة شاشة لخريطة هيكلية تم إنشاؤها لخزان غاز و نفط بعمق 8500 قدم في حقل الأرض، مقاطعة فيرميليون، إرث (لويزيانا). الفجوة من اليسار إلى اليمين، بالقرب من أعلى خريطة الكنتور، تشير إلى خط صدع. يقع خط الصدع هذا بين خطوط الكنتور الزرقاء / الخضراء وخطوط الكنتور الأرجواني / الأحمر / الأصفر. يشير خط الكنتور الدائري الأحمر الرفيع في وسط الخريطة إلى أعلى خزان النفط. لأن الغاز يطفو فوق النفط، فإن خط الكنتور الأحمر الرفيع يحدد منطقة تماس الغاز / النفط.

التصميم الجيولوجي، أو النمذجة الجيولوجية أو المحاكاة الجيولوجية هو العلم التطبيقي لإنشاء تمثيلات محوسبة لأجزاء من قشرة الأرض بناءً على الملاحظات الجيوفيزيائية والجيولوجية التي يتم إجراؤها على سطح الأرض وأسفلها. النموذج الجيولوجي هو المكافئ الرقمي لخريطة جيولوجية ثلاثية الأبعاد تكملها بوصف الكميات الفيزيائية في المجال الذي يهمنا. ترتبط المحاكاة الجيولوجية بمفهوم نموذج الأرض المشترك؛ الذي يعد قاعدة معرفية متعددة التخصصات وقابلة للتشغيل البيني والتحديث حول ما تحت السطح.
تُستخدم النمذجة الجيولوجية بشكل شائع في إدارة الموارد الطبيعية وتحديد المخاطر الطبيعية وتحليل العمليات الجيولوجية الكمية، مع تطبيقات رئيسية على حقول النفط والغاز ومستويات المياه الجوفية والرواسب المعدنية. على سبيل المثال، في صناعة النفط والغاز، هناك حاجة إلى نماذج جيولوجية واقعية كمدخلات لبرامج محاكاة الخزانات الجوفية، والتي تتنبأ بسلوك الصخور في ظل سيناريوهات مختلفة لاستخراج الهيدروكربونات. لا يمكن تطوير وإنتاج الخزانات الجوفية إلا مرة واحدة؛ لذلك، فإن ارتكاب خطأ باختيار موقع بظروف سيئة للتنمية يعتبر مأساويًا وإسرافا. يتيح استخدام النماذج الجيولوجية ومحاكاة المكامن لمهندسي المكامن تحديد خيارات الاستخلاص التي توفر خطة التطوير الأكثر أمانًا واقتصادية وكفاءة وفعالية لمكمن معين.
النمذجة الجيولوجية هي فرع حديث نسبيا من علوم الجيولوجيا يدمج الجيولوجيا البنائية والترسيب الطبقي وعلم وصف طبقات الأرض وعلم المناخ القديم ونشأة مابعدية؛
في بعدين (2D)، يتم تمثيل تكوين جيولوجي بواسطة مضلع، يمكن أن يحدها الصدوع أو عدم التوافق أو امتدادها الجانبي أو المحصول. في النماذج الجيولوجية، يتم تحديد الوحدة الجيولوجية بواسطة أسطح ثلاثية الأبعاد (3D) مثلثة أو شبكية. يعادل المضلع المرسوم الوحدة الجيولوجية المغلقة تمامًا، باستخدام شبكة مثلثة. لغرض نمذجة الخصائص أو السوائل، يمكن تقسيم هذه الأحجام إلى مجموعة من الخلايا، وغالبًا ما يشار إليها باسم وفوكسل (عناصر الحجم). هذه الشبكات ثلاثية الأبعاد تعادل الشبكات ثنائية الأبعاد المستخدمة للتعبير عن خصائص الأسطح الفردية.
تعد النمذجة الجيولوجية بشكل عام عملية تتضمن الخطوات التالية:
1. التحليل الأولي للسياق الجيولوجي لمنطقة الدراسة.
2. تفسير البيانات والمشاهدات المتاحة كنقاط أو خطوط مضلعة (على سبيل المثال ، "عصي الفوالق" المقابلة للفوالق على مقطع زلزالي رأسي).
3. بناء نموذج هيكلي يصف حدود الصخور الرئيسية (الآفاق، عدم التطابق، الاخراجات، الصدوع)[5]
4. تعريف شبكة ثلاثية الأبعاد تحترم النموذج الهيكلي لدعم التمثيل الحجمي لعدم التجانس (انظر الجيولوجيا الإحصائية) وحل معادلات التفاضل الجزئية التي تحكم العمليات الفيزيائية في باطن الأرض (على سبيل المثال، انتشار الموجات الزلزالية، نقل السوائل في الوسط المسامي).

## مكونات النمذجة الجيولوجية

### الإطار الهيكلي
يشمل هذا الإطار المواقع المكانية للحدود الرئيسية للتكوينات، بما في ذلك تأثيرات الصدوع والطيات والتعرية (عدم التوافق). يتم تقسيم التقسيمات الطبقية الرئيسية بشكل أكبر إلى طبقات من الخلايا ذات الهندسات المختلفة فيما يتعلق بالأسطح الحدودية (موازية للأعلى، موازية للقاعدة، متناسبية). يتم تحديد أبعاد الخلية القصوى من خلال الأحجام الدنيا للميزات المراد حلها (مثال يومي: على خريطة رقمية لمدينة، قد يتم تحديد موقع حديقة المدينة بشكل مناسب بواسطة بكسل أخضر كبير واحد، ولكن لتحديد مواقع ملعب كرة السلة وملعب البيسبول والمسبح، يلزم استخدام وحدات بكسل أصغر بكثير - دقة أعلى).

### نوع الصخور
يُعطى لكل خلية في النموذج نوع صخري. في بيئة حطامية ساحلية، قد تكون هذه الأنواع هي رمل الشاطئ، ورمل أعالي الشاطئ البحري ذو طاقة المياه العالية، ورمل أسفل الشاطئ البحري ذو طاقة المياه المتوسطة، والغرين والطفل الصفحي البحري الأعمق ذو الطاقة المنخفضة. يتم التحكم في توزيع هذه الأنواع الصخرية داخل النموذج بعدة طرق، بما في ذلك مضلعات حدود الخريطة، أو خرائط احتمالية النوع الصخري، أو وضعها إحصائيًا بناءً على بيانات الآبار المتقاربة بشكل كافٍ.

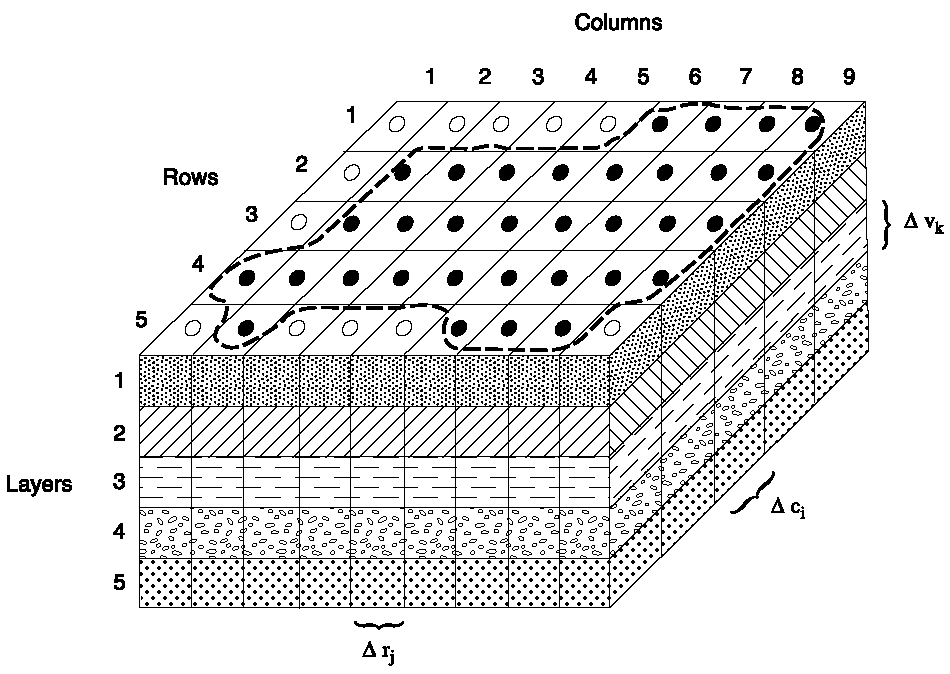
شبكة فرق محدودة ثلاثية الأبعاد مستخدمة في مودفلو لمحاكاة تدفق المياه الجوفية في طبقة المياه الجوفية.

### جودة الخزان
عادة ما تشتمل معايير جودة الخزان على المسامية والنفاذية، ولكنها قد تشمل أيضًا قياسات محتوى الطين وعوامل الترابط وعوامل أخرى تؤثر على تخزين وإنتاج السوائل الموجودة في مسامات تلك الصخور. غالبًا ما تُستخدم الأساليب الإحصائية المكانية لملء الخلايا بقيم المسامية والنفاذية المناسبة لنوع الصخور في كل خلية.

### تشبع السوائل
معظم الصخور مشبعة بالمياه الجوفية بشكل كامل. في بعض الأحيان، و تحت ظروف مناسبة، يمتلئ جزء من الفراغات المسامية في الصخر بسوائل أو غازات أخرى. في مجال الطاقة، يعد النفط والغاز الطبيعي أكثر السوائل شيوعًا في عملية المحاكاة. تأخذ الطرق المفضلة لحساب تشبع الهيدروكربونات في النموذج الجيولوجي بعين الاعتبار تقديرًا لحجم حلق المسام، وكثافة السوائل، وارتفاع الخلية فوق مستوى تماس المياه، لأن هذه العوامل تمارس أقوى تأثير على الخاصية الشعرية، والتي تتحكم في النهاية بتشبع السوائل.

### الإحصاء الجيولوجي
تعتبر الجيولوجيا الإحصائية جزءًا مهمًا من عملية النمذجة الجيولوجية. لفهرسة البيانات المرصودة، والتي غالبًا لا تكون على شبكات منتظمة، يتعين علينا استخدام تقنيات معينة للاستِقطاب. إن أكثر التقنيات استخدامًا هي الكريج [الإنجليزية] (التقدير الجبري)، والتي تستخدم الارتباط المكاني بين البيانات وتهدف إلى بناء الاستقطاب من خلال السميواريوغرامات (مبرهنة التباين النصفي). لاستنساخ تغير مكاني أكثر واقعية للمساعدة في تقييم عدم اليقين المكاني بين البيانات، غالبًا ما يتم استخدام المحاكاة الإحصائية الجيولوجية استنادًا إلى السميواريوغرامات أو صور التدريب أو المكونات الجيولوجية البارامترية، على سبيل المثال.

### رواسب المعادن
يستخدم الجيولوجيون العاملون في مجال التعدين واستكشاف المعادن النمذجة الجيولوجية لتحديد هندسة وموضع رواسب المعادن في باطن الأرض. تساعد النماذج الجيولوجية في تحديد حجم وتركيز المعادن، والتي يتم عليها تطبيق القيود الاقتصادية لتحديد القيمة الاقتصادية للمعدنة. يمكن تطوير رواسب المعادن التي يُنظر إليها على أنها مجدية اقتصاديًا إلى منجم.

## التقنيات
تشارك هندسة النماذج الجيولوجية والبرامج المساعدة للتصميم (كاد) بالعديد من التقنيات المشتركة. عادةً ما يتم تنفيذ البرامج باستخدام تقنيات البرمجة كائنية التوجه بلغات مثل سي++ أو جافا أو سي شارب على منصة كمبيوتر واحدة أو أكثر. تتكون واجهة المستخدم الرسومية بشكل عام من نافذة أو عدة نوافذ رسومات ثلاثية الأبعاد وثنائية الأبعاد لتوضيح البيانات المكانية والتفسيرات ونتائج النمذجة. يتم تحقيق هذا التصور بشكل عام عن طريق الاستفادة من أجهزة الرسومات. يتم إجراء تفاعل المستخدم في الغالب من خلال الماوس ولوحة المفاتيح، على الرغم من أنه قد يتم استخدام أجهزة توجيه ثلاثية الأبعاد وبيئات غامرة في بعض الحالات الخاصة. يُعد نظام المعلومات الجغرافية (GIS) أيضًا أداة تستخدم على نطاق واسع للتعامل مع البيانات الجيولوجية.
يتم تمثيل الأشكال الهندسية بمنحنات ومسطحات ذات معادلات أو نماذج منفصلة مثل الشبكات متعددة الأضلاع.

## الابحاث في مجال النمذجة الجيولوجية
تشمل مشاكل التحليل في النمذجة الجيولوجية ما يلي:
- تعريف مصطلحات مناسبة لوصف الأجسام الجيولوجية على مختلف المقاييس المرغوبة.
- دمج أنواع مختلفة من الملاحظات في نماذج جيولوجية ثلاثية الأبعاد: بيانات الخرائط الجيولوجية، وبيانات وأسس تفسير الآبار، وصور الزلازل وتفسيراتها، وبيانات المجال المحتمل، وبيانات اختبارات الآبار، إلخ.
- تحسين عملية الأخذ بالاعتبار للعمليات الجيولوجية أثناء بناء النموذج.
- توصيف عدم اليقين حول النمذجة الجيولوجية للمساعدة في تقييم المخاطر. لذلك، ترتبط النمذجة الجيولوجية ارتباطًا وثيقًا بالإحصاء الجيولوجي ونظرية المسألة العكسية [الإنجليزية].
- تطبيق محاكاة الإحصاء الجيولوجي متعدد النقاط (MPS) المطورة حديثًا لدمج مصادر بيانات مختلفة.[13]
- تحسين هندسة الشكل التلقائي والحفاظ على الطوبولوجيا.[14]

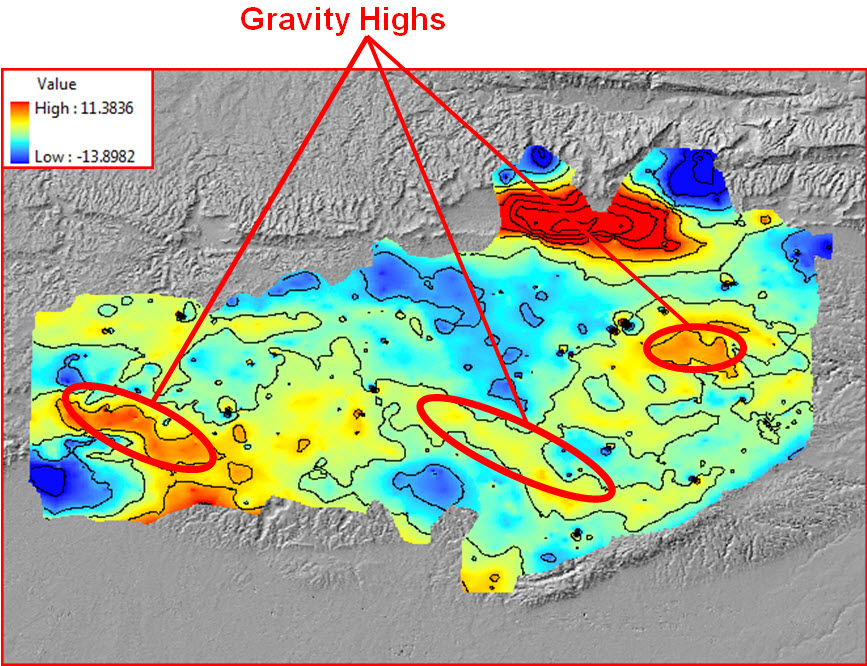
ارتفاعات الجاذبية

## تاريخ
في السبعينيات، تألفت النمذجة الجيولوجية بشكل رئيسي من تقنيات الخرائطية التلقائية ثنائية الأبعاد مثل الكنتور، والتي تم تنفيذها كإجراءات فورتران تتواصل مباشرة مع أجهزة الرسم. أدى ظهور محطات العمل ذات قدرات الرسومات ثلاثية الأبعاد خلال الثمانينيات إلى ظهور جيل جديد من برامج النمذجة الجيولوجية مع واجهة مستخدم رسومية والتي نضجت خلال التسعينيات.
لطالما كان الدافع الرئيسي وراء دعم النمذجة الأرضية منذ نشأتها هو صناعة النفط والغاز.

## برمجيات النمذجة الجيولوجية
لقد قام مطورو البرامج بإنشاء العديد من الحزم لأغراض النمذجة الجيولوجية. يمكن لهذه البرامج عرض البيانات الجيولوجية وتحريرها ورقمنتها وحساب المعاملات المطلوبة تلقائيًا من قبل المهندسين والجيولوجيين والمساحين. يتم تطوير البرامج الحالية بشكل رئيسي وتسويقها من قبل موردي برامج صناعة النفط والغاز أو التعدين:
برمجيات التشكيل الجيولوجي والتصور
- أي راب آر ام أس سوت [الإنجليزية]
- جيو موديلار [الإنجليزية]
- توفر شركة داسو سيستمس خدمات سورباك(برنامج لنمذجة المناجم و التخطيط ثلاثي الابعاد) وجيمس(برنامج للجيولوجيا التعاونية و تخطيط المناجم) ومينيكس(برنامج لتحليل بيانات المناجم و التخطيط) للنمذجة الجيولوجية
- جي اس اي ثري دي [الإنجليزية]
- توفر شركة ميرا جيوسينس برنامج "جوكاد ماينينك سوت"، وهو برنامج نمذجة جيولوجية ثلاثية الأبعاد يقوم بتجميع البيانات وتحليلها وإنشاء نماذج لها للحصول على تفسير صالح يأخذ بعين الاعتبار جميع البيانات.
- تقدم شركة سيكوينت برامج ليبفروج ثري دي للنمذجة الجيولوجية ثلاثية الأبعاد و جيوسوفت جي ام-سيس و فوكسي للنمذجة ثلاثية الأبعاد.
- توفر شركة مابتيك [الإنجليزية] برنامج فولكان، وهو برنامج تصور معياري ثلاثي الأبعاد للنمذجة الجيولوجية وتخطيط المناجم.
- مايكروماين هو حل شامل وسهل الاستخدام للاستكشاف وتصميم المناجم، والذي يوفر أدوات متكاملة للنمذجة والتقدير والتصميم والتحسين والجدولة.
- بترل [الإنجليزية]
- روكوركس [الإنجليزية]
- اس جي اس جينسس [الإنجليزية]
- موف [الإنجليزية]
- تقدم شركة داتاماين برنامج استديو ايم و استديو ارام للنمذجة الجيولوجية
- برنامج بي جي اس جراوندهوغ [الإنجليزية] هو برنامج مجاني الاستخدام طورته مديرية تحليل البيانات الجيولوجية والنمذجة في هيئة المسح الجيولوجي البريطاني.[18]

برمجيات نمذجة المياه الجوفية
- محاكاة التدفق
- محاكاة المياه الجوفية [الإنجليزية]
- مودفلو [الإنجليزية]
  - جي ام اس [الإنجليزية]
  - مودفلو فيجوال [الإنجليزية]
- زوومك ثري دي [الإنجليزية]

بالاضافة إلى ذلك، تعمل اتحادات أو شركات الصناعة بشكل خاص على تحسين معيارية وقابلية التشغيل لقواعد بيانات علوم الأرض وبرامج النمذجة الهندسية:
- التوحيد القياسي: "جيوساي أم أل" من قبل لجنة إدارة وتطبيق معلومات علوم الأرض، التابعة للاتحاد الدولي للعلوم الجيولوجية.
- التوحيد القياسي: برمجية "ريس كيو أم أل" من قبل شركة اينريجتك [الإنجليزية]
- إمكانية التشغيل البيني: "اوبن سبيرت"، شركة تيبكو

## أنظر أيضا
- مسح جيوفيزيائي
- هندسة البترول
- علم رسم الخرائط
- علم الزلازل